# 葡萄牙人足球俱乐部
葡萄牙人足球俱乐部（Portuguesa Fútbol Club），委内瑞拉阿卡里瓜市的一个足球俱乐部。该队成立于1972年。

## 荣誉
- 委内瑞拉足球甲级联赛

业余时期 :
- - 冠军(0)：

职业时期(5):
- - 冠军(5)： 1973, 1975, 1976, 1977, 1978
- 委内瑞拉足球乙级联赛
  - 冠军(1)：2006

- 委内瑞拉足球乙二级联赛
  - 冠军(0)

- 委内瑞拉足球丙级联赛
  - 冠军(0)

- 委内瑞拉杯
  - 冠军(3)1973, 1976, 1977